# Haleh Afshar
Haleh Afshar, baronessa Afshar (in persiano هاله افشار‎; Teheran, 21 maggio 1944 – Heslington, 12 maggio 2022), è stata una politica, docente e giornalista britannica di origini iraniane.

## Biografia

### Origini e formazione
Haleh Afshar, la maggiore di quattro figli, nacque a Teheran il 21 maggio 1944. Il padre, Hassan Afshar, fu professore di diritto presso l'Università di Teheran, mentre la madre, Pouran Khabir, era una forte sostenitrice del diritto di voto alle donne.
Dopo aver frequentato una scuola nella capitale iraniana, Haleh Afshar si trasferì nel Regno Unito per studiare a Solihull. S'iscrisse successivamente all'Università di York, conseguendo nel 1967 una laurea in scienze sociali. Cinque anni dopo ottenne un diploma presso l'Università di Strasburgo, mentre nel 1974 conseguì un dottorato all'Università di Cambridge in economia agraria.

### Carriera
Lavorò successivamente come giornalista, affrontando il tema dei diritti delle donne in Iran. A causa di un articolo da lei scritto, non ben accolto dalla famiglia reale persiana, dovette trasferirsi all'estero in esilio.
Haleh Afshar divenne professoressa di politica e studi femminili all'Università di York e professoressa invitata di diritto islamico presso l'Università Robert Schuman di Strasburgo. Haleh Afshar prestò servizio inoltre al British Council.
Nel 2005 venne nominata Ufficiale dell'Ordine dell'Impero Britannico per i suoi servizi resi alle pari opportunità. Nell'ottobre 2007 venne annunciata la sua nomina a pari a vita e che sarebbe entrata alla Camera dei lord come crossbencher. Assunse ufficialmente il titolo di baronessa Afshar nel dicembre successivo.
Nel settembre 2008 entrò a far parte della Commissione nazionale per le donne, un ente pubblico non dipartimentale britannico volto a consigliare il governo sulle opinioni delle donne.
Nel marzo 2009 venne riconosciuta come una delle venti donne musulmane di maggior successo nel Regno Unito dalla Muslim Women Power List 2009.

### Morte
Haleh Afshar morì ad Heslington il 12 maggio 2022, alcuni giorni prima di compiere settantotto anni, a causa di un'insufficienza renale.

## Vita privata
Si sposò nel 1974 con Maurice Dodson, professore di matematica all'Università di York. Insieme ebbero due figli.